# Anna Odenwald
Anna Odenwald (* 1901; † 1991) war eine deutsche Krankenschwester.

## Werdegang
Odenwald übernahm am 1. Januar 1936 als Oberin den Vorsitz der Badischen Schwesternschaft vom Roten Kreuz. Sie führte die Schwesternschaft durch die Zeit des Nationalsozialismus und den Zweiten Weltkrieg. Im Oktober 1945 trat sie von ihrem Amt zurück, übernahm aber im Februar 1946 wieder die Leitung der Schwesternschaft, die sie bis 1976 innehielt. In ihre Amtszeit fiel der Wiederaufbau des Luisenheims. 1978 legte sie eine Chronik der Schwesternschaft vor.
Ihre Nachfolgerin als Oberin der Schwesternschaft wurde im Jahr 1976 Elisabeth Leist.

## Schriften
- Aus der Geschichte der Badischen Schwesternschaft vom Roten Kreuz, Karlsruhe 1978.

## Ehrungen
- 1952: Verdienstkreuz am Bande der Bundesrepublik Deutschland
- 8. Mai 1960: Ehrenzeichen des Deutschen Roten Kreuzes